# Aubrey Reese
Aubrey Lamar Reese (* 13. Oktober 1978 in Auburn, Alabama) ist ein US-amerikanischer Basketballspieler. Reese hat als Profi insbesondere in der türkischen Basketballliga TBL gespielt. In der Saison 2011/12 spielte er wieder unter dem türkischen Trainer Murat Didin in der deutschen zweiten Liga Pro A bei den Gloria Giants aus Düsseldorf, nachdem er unter diesem Trainer bereits in der Saison 2009/10 bei den Skyliners aus Frankfurt aktiv war.

## Karriere
Nachdem Reese nach seinem Studium zunächst in der Sommerliga United States Basketball League sowie der Continental Basketball Association aktiv gewesen war, wechselte er als Player of the Year der USBL 2001 für die Saison 2001/02 nach Russland. In der folgenden Saison war er für den französischen Erstliga-Rückkehrer Chorale Basket aus Roanne aktiv. Anschließend wechselte er in die Türkei zu Tekelspor, für die er mit einjähriger Unterbrechung, in der er in der israelischen Ligat ha’Al spielte, auch in der Saison 2005/06 aktiv war. Die nächste Spielzeit spielte er für Beşiktaş Cola Turka aus Istanbul, mit denen er, wie bei Tekelspor zuvor, nicht über das Viertelfinale der türkischen Meisterschaft hinauskam. Während Tekelspor abstieg, wechselte Reese zunächst in die Ukraine, um dann im Februar 2008 erneut in die türkische Basketballliga zurückzukehren, diesmal im Trikot von Mersin Buyuksehir. Die folgende Saison spielte er bei Aliağa Petkim GSK. Bei beiden Vereinen gelang die Qualifikation für die Play-offs um die türkische Meisterschaft nicht.
In der Saison 2009/10 wechselte er nach Deutschland zu den Skyliners Frankfurt, die vom türkischen Trainer Murat Didin trainiert wurden. Während Didin kurz vor Saisonende entlassen wurde, erreichten die Skyliners unter dem neuen Trainer Gordon Herbert noch überraschend sowohl Pokalfinale als auch das Finale um die deutsche Meisterschaft, welche beide gegen die Brose Baskets aus Bamberg verloren gingen. In der Saison 2010/11 kehrte Reese zunächst zu Mersin in die Türkei zurück, absolvierte aber nur die ersten vier Saisonspiele, die allesamt verloren gingen. Zur Saison 2011/12 holte ihn Didin erneut nach Deutschland zum Erstligaabsteiger Giants Düsseldorf.